# Kanton Réchicourt-le-Château
Kanton Réchicourt-le-Château (fr. Canton de Réchicourt-le-Château) byl francouzský kanton v departementu Moselle v regionu Lotrinsko. Tvořily ho 14 obce. Zrušen byl po reformě kantonů 2014.

## Obce kantonu
- Assenoncourt
- Avricourt
- Azoudange
- Foulcrey
- Fribourg
- Gondrexange
- Guermange
- Hertzing
- Ibigny
- Languimberg
- Moussey
- Réchicourt-le-Château
- Richeval
- Saint-Georges